# 法爾茅斯焚城
法爾茅斯焚城（英語：Burning of Falmouth）是美國獨立戰爭波士頓之圍期間的一次英軍報復行動，發生於1775年10月18日麻薩諸塞州法爾茅斯（今緬因州波特蘭）。
《強制法案》公佈後，美州殖民地與英國的關係急轉即下，到列星頓和康科德戰役後更陷入戰爭。由於波士頓在陸路被民兵包圍，殖民政府必須到其他海港殖民地補給。然而這些海港時有抗拒甚至攻擊英軍艦隻，令皇家英國海軍決意報復。1775年7月波士頓海軍中將塞繆爾·格雷夫斯（Samuel Graves）下令派艦到沿海城市報復，行動在10月由亨利·莫沃特（Henry Mowat）上校指揮。
莫沃特帶著5艘軍艦出發，最後選擇先到法爾茅斯。法爾茅斯在5月曾爆發保皇黨與反叛者的衝突，而莫沃特期間一度被民兵俘虜。10月16日莫沃特抵達法爾茅斯，要求全鎮市民向英皇宣誓效忠，否則開炮予以懲罰。法爾茅斯市民最終選擇逃離，而莫沃特則在18日開火，使全市大面積焚燬。
法爾茅斯焚城事件，促使第二次大陸會議設立大陸海軍應付。首兩艘軍艦在10月30日獲議會批准服役。至於英國政府本身並不認可焚城的報復方法，相近事件日後鮮有重覆，而莫沃特也多次不獲晉升。